# Rue Maleville
La rue Maleville est une voie du 8e arrondissement de Paris.

## Situation et accès
Longue de 103 mètres, elle commence au 6, rue Mollien et se termine au 1, rue Corvetto.
Le quartier est desservi par la ligne 9 à la station Saint-Augustin.

## Origine du nom

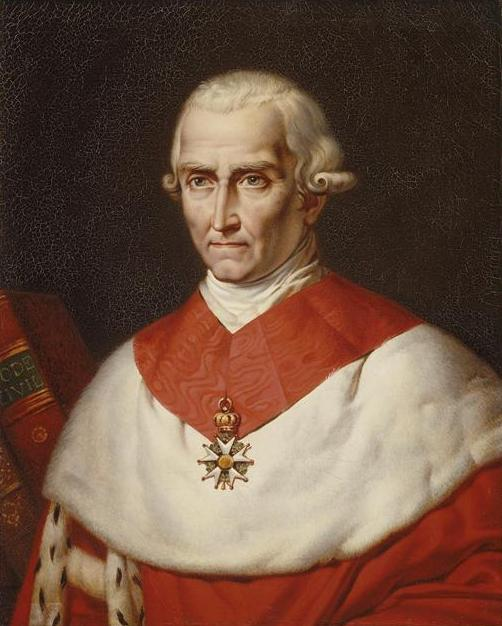
Jacques de Maleville.

Elle porte le nom de l'homme politique et juriste français Jacques de Maleville (1741-1824), qui fut l'un des quatre rédacteurs du Code civil.

## Historique
Ouverte par la Ville de Paris en 1867, cette voie reçoit son nom actuel en 1883. Le marché de l'Europe y est établi en 1875.

## Bâtiments remarquables et lieux de mémoire

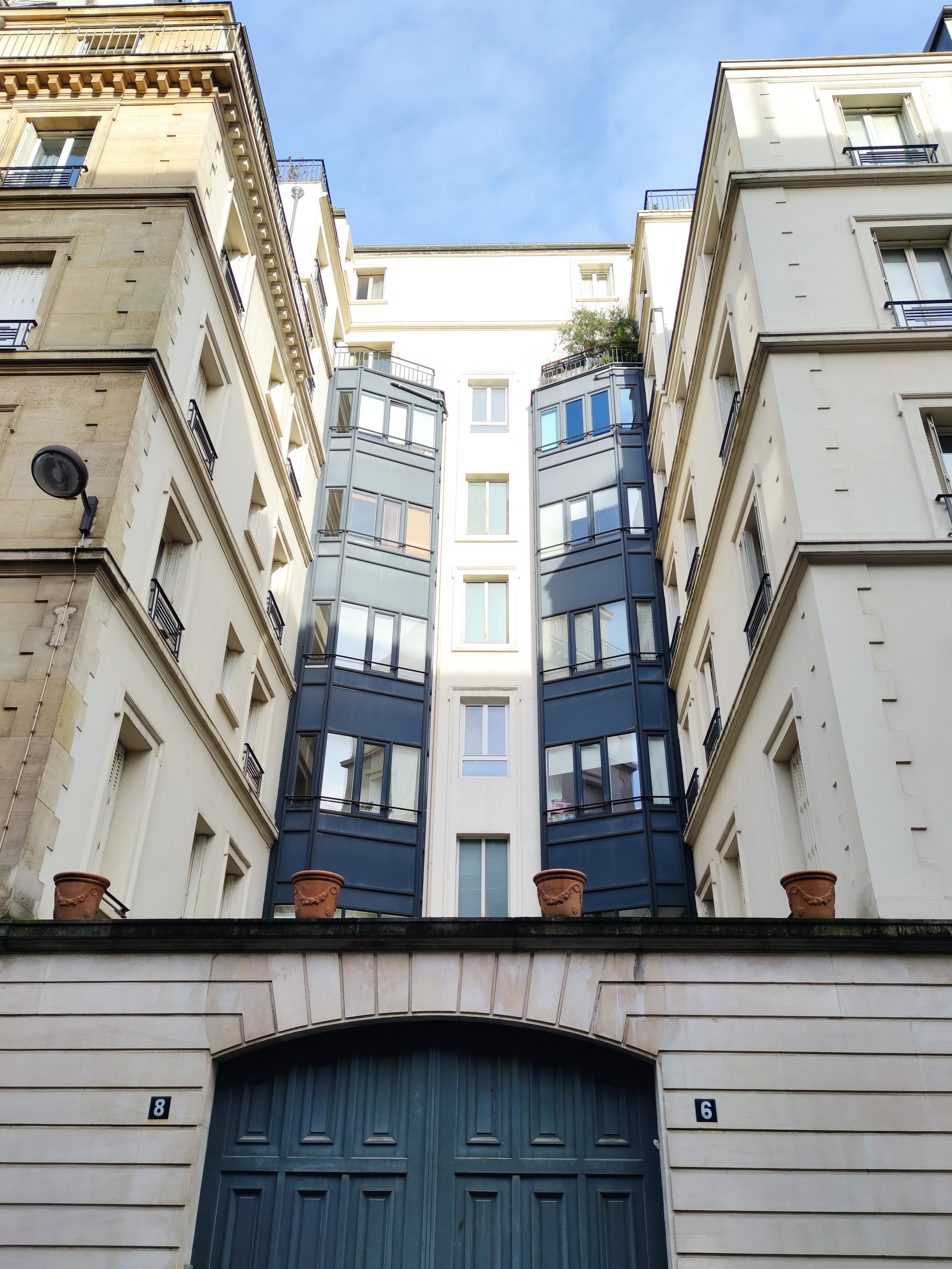
Nos 6-8.

- Nos 1-17 : marché de l'Europe (voir « Rue Treilhard »), remplacé en 1973 par un vaste bâtiment par l’architecte Pierre Dufau[2].
- No 8 : ici s'élevait l'hôtel particulier dans lequel un autre juriste, Charles Demolombe, a écrit l'essentiel de la dernière édition de son Traité de Droit civil.
- No 10 : c'est ici que s'installe, en 1912, le décorateur et créateur de meubles Jacques-Émile Ruhlmann.